# Good Hearted Woman (album)
Albums de Waylon Jennings
Cedartown, Georgia
(1971) Ladies Love Outlaws
(1972)
Good Hearted Woman est un album de Waylon Jennings, sorti en 1972 chez RCA Records. Avec l'album Ladies Love Outlaws, sorti la même année, et Lonesome, On'ry and Mean, produit l'année suivante, il marque la transformation physique et artistique de Waylon, faisant de lui une figure représentative du genre "outlaw". L'album atteint la 7e place dans les Charts country.

## Titres
| No  | Titre                                               | Auteur                         | Durée |
| --- | --------------------------------------------------- | ------------------------------ | ----- |
| 1.  | Good Hearted Woman                                  | Waylon Jennings, Willie Nelson | 3:00  |
| 2.  | Same Old Lover Man                                  | Gordon Lightfoot               | 2:48  |
| 3.  | One of My Bad Habits                                | Harlan Howard                  | 2:14  |
| 4.  | Willie and Laura Mae Jones                          | Tony Joe White                 | 2:57  |
| 5.  | It Should Be Easier Now                             | Willie Nelson                  | 3:05  |
| 6.  | Do No Good Woman                                    | Waylon Jennings                | 2:11  |
| 7.  | Unsatisfied (Shirl Milete) – 2:50                   | Shirl Milete                   | 2:50  |
| 8.  | I Knew You'd Be Leavin' (Billy Ray Reynolds) – 2:43 | Billy Ray Reynolds             | 2:43  |
| 9.  | Sweet Dream Woman                                   | Chip Taylor, Al Gordoni        | 2:59  |
| 10. | To Beat the Devil                                   | Kris Kristofferson             | 4:04  |